# Raffaello Carrara
Raffaello Carrara, o Raffaele detto l'Oscuro (Albino, 1º settembre 1601 – Albino, 17 giugno 1670), è stato un medico e poeta italiano.

## Biografia
Raffaele Carrara era figlio di Marino dell'importante famiglia Carrara originaria di Serina e di Camilla Personeni famiglia di speziali. Dall'unione nacquero altri due figli Francesco e Giovanni. Raffaello che amava farsi chiamare Raffaele era il terzogenito, la sua data di nascita fu indicata da Donato Calvi nel suo Scena letteraria degli scrittori Bergamaschi pubblicata nel 1664. Il Calvi ben conosceva Raffaello perché insieme erano tra gli istitutori dell'Accademi adegli Eccitati di Bergamo.
Rimasto orfano di padre all'età di 13 anni, fu affidato ai parenti paterni fino al raggiungimento dei suoi 25 anni. La sua educazione fu quindi seguita dal pre' Gian Giacomo che lo mandò a studiare medicina all'università di Padova. Dallo zio sacerdote ricevette in eredità tutti i suoi libri. Già durante i suoi studi medici Raffaello criticò la scarsità scientifica degli studi medici, e la mancanza di omogeneità tra la teoria medica, insegnata dai suoi professori, e la sua applicazione. Questa considerazione nacque da una visita che aveva fatto da alunno presso un infermo accompagnando due docenti, uno di questi riteneva che il soggetto era febbricitante mentre il secondo lo negava, considerò quindi che questi luminari, che erano al tempo molto considerati e stipendiati, non avevano modo di comprendere neppure lo stato di temperatura di un malato, e maggiormente erano in difficoltà con la diagnosi, e quindi in ritardo con le terapie, molto spesso inadeguate. Il suo insegnante, certo Giovanni Prevocio, riteneva che la fiducia di un malato per il suo medico era la miglior cura, e quindi di non curare i malati sfiduciati, negando quindi il beneficio medico di ogni medicamento.
I suoi studi non furono completati, forse per un certo periodo si trasferì presso l'Università di Milano, ma non vi è conferma, sicuro che s'interessò dell'attività di famiglia collaborando con i fratelli e gli zii. L'attività di commercio di panni lana era molto redditizia, nel 1623 infatti, la famiglia Carrara acquistò molti edifici e proprietà ad Albino, Comenduno e altre località della val Seriana, trovandosi poi, con la divisione dei beni con i cugini, a dover gestire anche i beni del fratello che abitava a Napoli: Questa attività commerciale lo portò ad abitare, dopo il 1630, stabilmente ad Albino dopo il periodo di peste.
Grazie alla sua condizione economica, nonché alla sua cultura ricevette dalla Repubblica di Venezia il titolo di Eccellentissimo, titolo che dal 1622, era stato assegnato a ambasciatori e generali. Anche la comunità cittadina gli conferì alcuni incarichi: nel 1631 fu eletto tra i ministri della Congregazione della Misericordia Maggiore, e successivamente anche presidente, avendo il diritto di conservare i libri contabili e di gestire la liquidità della congregazione. Nel 1635 assunse l'incarico di procuratore dell'albinese monastero di Sant'Anna, con l'incarico di delega alla vendita di proprietà fondiarie. Si interessa della Residenza Collegiata che permetteva al clero locale l'adeguato decoro liturgico con i diritti di nomina del clero. Divenne intensa la sua attività pubblica ad Albino sia come sindaco delle vicinie sia come membro delle differenti congregazioni, nonché del convento di Santa Maria della Ripa. Gestisce anche le numerose sue proprietà, affittando abitazioni, i mulini del grano, il forno e le diverse proprietà fondiarie. Presta ben 5300 lire al comune di Martinengo che si trovava in grave dissesto economico, soldi che erano stati offerti dal convento di Sant'Anna.
Fu tra i fondatori dell'Accademia degli Eccitati di Bergamo, dove era conosciuto come l'Oscuro e dove scelse come simbolo la melusina, la sirena a due code simbolo della famiglia Carrara, e il motto Dulcedine laedit (molestia con dolcezza). La sua immagine è esposta con gli altri membri dell'accademia nella sede con la dicitura “Petrarcham invenis coluit, studiumquae Sophiae, nunc senior Medicos edocet esse malos” (Scopri che adorava Petrarca, che ha studiato Sophia, e ora l'anziano insegna che i dottori sono malvagi).
Raffaello Carrara morì il 17 giugno 1670, nel medesimo giorno aveva stipulato un contratto d'affitto. Non avendo eredi diretti le sue proprietà passarono ai figli del cugino Giovan Battista: Martino e Michele. La sua scelta di non esercitare mai l'attività di medico la spiegò nei suoi sonetti scritti in lingua volgare perché fossero di facile comprensione da tutti. La sua severa critica all'esercizio medico non gli impedì di visitare gli ammalati e dare le sue private valutazioni e vendita di medicamenti avendo lui stesso un'attività di speziere. Il Carrara è quindi da considerarsi tra i letterati che invitavano i medici a rinnovarsi con una più seria formazione universitaria.

## Opere letterarie
- Le confusione de medici testo in poesia pubblicato a Milano del nel 1652, con il sottotitolo Nella quale si scuoprono gl'errori e gl'inganni de Medici

(Ti lascio homicidial Arte medica/tra le immonditie immersa, e tra i fetori;/Cge sol ti pascia de gl'Humani languori,/Et de maligni influssi sei amica)
Del sonetto rimane l'indicazione di Francesco Saverio Quadrio che lo annoverò tra i poeti.
- Dialogo de gl'inganni d'alcuni malvagi speciali

Ne seguì una terza pubblicazione di cui si è persa ogni traccia.